# EF Волопаса
EF Волопаса (лат. EF Boötis), HD 234150 — двойная затменная переменная звезда типа W Большой Медведицы (EW)** в созвездии Волопаса на расстоянии приблизительно 530 световых лет (около 163 парсеков) от Солнца. Видимая звёздная величина звезды — от +9,83m до +9,23m. Орбитальный период — около 0,4205 суток (10,092 часа). Возраст звезды определён как около 1,95 млрд лет.

## Характеристики
Первый компонент — жёлто-белая звезда спектрального класса F5V*. Масса — около 1,547 солнечной, радиус — около 1,431 солнечного, светимость — около 3,084 солнечных. Эффективная температура — около 6425 K.
Второй компонент — жёлтая эруптивная переменная звезда типа RS Гончих Псов (RS) спектрального класса G5. Масса — около 0,792 солнечной, радиус — около 1,064 солнечного, светимость — около 1,731 солнечной. Эффективная температура — около 6450 K.

## Планетная система
В 2019 году учёными, анализирующими данные проектов HIPPARCOS и Gaia, у звезды обнаружена планета.